# Elecciones en El Salvador
Hay dos tipos de elecciones en El Salvador: elecciones legislativas y municipales, y elecciones presidenciales, por medio de las cuales se elige a los representantes de la ciudadanía en la Asamblea Legislativa, Parlamento Centroamericano y Concejos Municipales, además que los ciudadanos Presidente y Vicepresidente de la República.

## Leyes electorales vigentes
La base de la legislación electoral salvadoreña —como conjunto de las leyes que reglamentan el desarrollo de los procesos electorales— se encuentra en la Constitución de la República promulgada en 1983, y que ha sido desarrollada durante los procesos de transformación democrática durante los años finales de la Guerra civil salvadoreña y posterior a la firma de los Acuerdos de Paz en 1992.
- Constitución política de la República de El Salvador, promulgada el 20 de diciembre de 1983.
- Código electoral, en vigencia desde el 3 de agosto de 2013.[1]
- Ley de partidos políticos, en vigencia desde el 7 de marzo de 2013.[2]
- Ley especial para el ejercicio del voto desde el exterior, en vigencia desde el 16 de febrero de 2013.[3]
- Disposiciones para la postulación de candidaturas no partidarias en las elecciones legislativas, en vigencia desde el 20 de enero de 2011.

### Constitución política de la República de El Salvador de 1983

#### Título VI
Art. 124.- Los miembros de la Asamblea se renovarán cada tres años y podrán ser reelegidos. El período de sus funciones comenzará el primero de mayo del año de su elección.
Art. 154.- El período presidencial será de cinco años y comenzará y terminará el día primero de junio, sin que la persona que haya ejercido la Presidencia pueda continuar en sus funciones ni un día más.
Art. 202.- Para el Gobierno Local, los departamentos se dividen en Municipios, que estarán regidos por Concejos formados de un Alcalde, un Síndico y dos o más Regidores cuyo número será proporcional a la población. Los miembros de los Concejos Municipales deberán ser mayores de veintiún años y originarios o vecinos del municipio; serán elegidos para un período de tres años, podrán ser reelegidos y sus demás requisitos serán determinados por la ley.

### Código electoral

#### Artículo 10 (extracto)
Para los efectos de este Código las circunscripciones territoriales electorales serán municipales, departamentales y nacional, las que coincidirán respectivamente con los Municipios, los Departamentos y el territorio de la República. La circunscripción nacional, será utilizada para la elección de Presidente o Presidenta y Vicepresidente o Vicepresidenta de la República, así como para la elección de los Diputados y Diputadas al Parlamento Centroamericano. Las circunscripciones Municipales comprenden el área territorial de cada uno de los Municipios en que se encuentra dividido el país los que a su vez, para efectos de votación, estarán subdivididos en sectores de votación.

#### Artículo 11
La representación del Estado de El Salvador ante el Parlamento Centroamericano estará integrada por veinte Diputados y Diputadas propietarios y sus respectivos suplentes, quienes durarán en sus funciones cinco años, de conformidad al Tratado Constitutivo del Parlamento Centroamericano y Otras Instancias Políticas.

#### Artículo 12 (extracto)
En cada Municipio se elegirá un Concejo Municipal, compuesto por un Alcalde o Alcaldesa, un Síndico o Síndica, dos Regidores o Regidoras propietarios y cuatro suplentes, para sustituir preferentemente a las o los propietarios del mismo partido, en caso de ausencias.

#### Artículo 13 (extracto)
La Asamblea Legislativa estará compuesta por ochenta y cuatro Diputados o Diputadas propietarios e igual número de suplentes. Habrá tantas circunscripciones electorales, como Departamentos, en que se divide el territorio de la República para la administración política. Cada circunscripción se integrará con al menos tres Diputados o Diputadas propietarios e igual número de suplentes.

### Ley de Partidos Políticos

#### Artículo 37 (extracto)
Para la elección de las autoridades partidarias y la selección de candidatos y candidatas a cargos de elección popular, los partidos políticos deberán realizar elecciones internas, con voto libre, directo, igualitario y secreto de sus miembros o afiliados inscritos en el padrón correspondiente a su circunscripción territorial y de conformidad a las normas establecidas en este ley, sus estatutos partidarios y reglamentos.
En caso de no oficializarse más de una candidatura, sea por planilla o individual, para una determinada categoría de cargos partidarios o candidatura de elección popular, la misma deberá someterse a elección de los afiliados o miembros, requiriéndose al menos el cincuenta por ciento más uno de los votos emitidos.

#### Artículo 38
Los partidos políticos deberán integrar sus planillas para elección de diputaciones a la Asamblea Legislativa, Parlamento Centroamericano, y miembros de los Concejos Municipales, al menos con un treinta por ciento de participación de mujeres.

## Organismos electorales
La máxima autoridad electoral establecida en la Constitución es el Tribunal Supremo Electoral (TSE), que está conformado por tres magistrado propuestos por los tres partidos políticos o coaliciones con mayor cantidad de votos obtenidos en la anterior elección presidencial, y por dos magistrados que deben ser electos de una terna de aspirantes propuesta por la Corte Suprema de Justicia a la Asamblea Legislativa. El magistrado presidente es nombrado por el partido político o coalición ganadora de las anteriores elecciones presidenciales.
Para la coordinación del proceso electoral se establecen tres organismos electorales temporales (OET): Juntas Electorales Departamentales (JED) y Juntas Electorales Municipales (JEM), que tienen bajo su jurisdicción la circunscripción electoral para la cual han sido designados por los partidos políticos y avalados por el Tribunal Supremo Electoral; y las Juntas Receptoras de Votos (JRV), que es el OET encargado de coordinar el día de las elecciones en cada mesa electoral el proceso de emisión del sufragio por parte de los ciudadanos, el posterior conteo de votos y transmisión de los resultados de su respectiva mesa electoral al TSE.
Por sentencia de la Sala de lo Constitucional de la Corte Suprema de Justicia, los Organismos Electorales Temporales aunque son nombrados por los partidos políticos, deben estar conformados por ciudadanos sin vinculación político partidista además de cumplir los requisitos establecidos en el Código electoral. Para conformar las Juntas Receptoras de Votos (o cualquier OET), los ciudadanos pueden ser escogidos mediante sorteo en aquellos casos en que los partidos políticos no presenten la cantidad necesaria de candidatos para completar los nombramientos.

## Elecciones legislativas y municipales
Las elecciones legislativas y municipales se celebran de forma conjunta cada tres años y por lo general el primer domingo de marzo. Sin embargo, cuando en un mismo año coinciden con la elección presidencial, las elecciones legislativas y municipales pueden adelantarse para el tercer domingo de enero. El último caso de coincidencia ocurrió en 2024 y el próximo ocurrirá con la actual configuración de los mandatos en 2039.

### Elección a la Asamblea Legislativa

Circunscripciones electorales a la Asamblea Legislativa

Las elecciones a la Asamblea Legislativa de El Salvador se celebran cada tres años para renovar las sesenta diputaciones que conforman a la institución. Durante esta elección se escogen a los diputados propietarios y sus respectivos suplentes en un número determinado por el último censo de población, en cada una de las catorce circunscripciones electorales en que para este tipo de procesos, se divide el territorio de El Salvador y que corresponde a la división administrativa en departamentos. Entre 1991 y 2023 tenía 84 diputados, y desde entonces descendieron a sesenta diputados como fueron las elecciones en la década de los 1980.
La elección de los diputados a la Asamblea Legislativa se realiza mediante un sistema de listas cerradas promovida por los partidos políticos o coaliciones legalmente inscritas, en la que sin embargo los electores tienen la capacidad de decidir cuales candidatos de la lista ocuparán los curules que su partido político o coalición obtenga en función de la cantidad de marcas de preferencia que obtengan. Aunque complejo, existe también para el elector la posibilidad de emitir un voto cruzado, eligiendo a tantos candidatos de distintas listas como escaños están asignados a su circunscripción electoral siempre y cuando no marque la bandera de alguno de los partidos políticos o coaliciones en contienda.
Una sentencia de la Sala de lo Constitucional de la CSJ permitió también la participación de candidatos independientes a una diputación en su circunscripción electoral, pero el voto por un candidato independiente no permite al elector la posibilidad de elegir algún otro candidato de las listas de partidos políticos o coaliciones.
| Circunscripciones electorales a la Asamblea Legislativa (2024) | Circunscripciones electorales a la Asamblea Legislativa (2024) | Circunscripciones electorales a la Asamblea Legislativa (2024) |
| Departamento                                                   | Población                                                      | Escaños                                                        |
| -------------------------------------------------------------- | -------------------------------------------------------------- | -------------------------------------------------------------- |
| San Salvador                                                   | 1 563 371                                                      | 16                                                             |
| La Libertad                                                    | 765 879                                                        | 7                                                              |
| Santa Ana                                                      | 552 938                                                        | 5                                                              |
| San Miguel                                                     | 478 792                                                        | 5                                                              |
| Sonsonate                                                      | 470 455                                                        | 5                                                              |
| Usulután                                                       | 366 040                                                        | 4                                                              |
| Ahuachapán                                                     | 348 880                                                        | 3                                                              |
| La Paz                                                         | 318 374                                                        | 3                                                              |
| La Unión                                                       | 263 271                                                        | 2                                                              |
| Cuscatlán                                                      | 244 901                                                        | 2                                                              |
| Chalatenango                                                   | 204 808                                                        | 2                                                              |
| Morazán                                                        | 169 784                                                        | 2                                                              |
| San Vicente                                                    | 161 857                                                        | 2                                                              |
| Cabañas                                                        | 143 049                                                        | 2                                                              |
| Total                                                          | 6 029 976                                                      | 60                                                             |

La distribución de los escaños al finalizar el proceso de votación se realiza primero mediante la obtención del cociente entre los votos válidos emitidos en dicha circunscripción y la cantidad de escaños asignados según el Código electoral, para luego asignar a cada partido político o coalición tantos escaños como partes enteras obtenga del cociente resultado de los votos recibidos entre el cociente de la circunscripción calculado anteriormente (cociente Hare). El nombramiento de los diputados electos se hace luego según lista del partido político en la cual los candidatos más votados (o con mayor cantidad de marcas de preferencia) ocupan las primeras posiciones en su lista.

### Elección al Parlamento Centroamericano
Las elecciones al Parlamento Centroamericano se celebran de forma tal que se realice antes de que los diputados en el ejercicio (en El Salvador son electos para cinco años) terminen el período para el cual fueron elegidos y que coincidan con las Elecciones legislativas y municipales. Según el Tratado Constitutivo del PARLACEN, le corresponden al Estado de El Salvador 20 escaños que son elegidos mediante una única circunscripción electoral que corresponde a todo el territorio de la República.
El mecanismo de votación y distribución de los escaños es exactamente igual al establecido para las elecciones a la Asamblea Legislativa.

### Elecciones de Concejos Municipales
Las elecciones de Concejos Municipales se celebran cada tres años y renuevan los Concejos Municipales de las 44 circunscripciones electorales equivalentes a los doscientos sesenta y dos municipios en que administrativamente se divide El Salvador. La elección se realiza mediante un sistema de planilla en la cual cada partido político o coalición nomina a los miembros del Concejo Municipal: un Alcalde, un Síndico, dos Regidores Propietarios, un número de Regidores Propietarios en proporción a la población y cuatro Regidores Suplentes.
Por sentencia de la Sala de lo Constitucional los Concejos Municipales se constituyen desde 2015 como Concejos Municipales plurales, en los cuales dos o más partidos políticos pueden obtener representación en el Gobierno Local dependiendo de la cantidad de votos recibidos en las elecciones. El Alcalde y el Síndico corresponderán al partido político o coalición más votado en el municipio, mientras que los Regidores son asignados de forma proporcional a la cantidad de votos obtenidos por cada partido o coalición con la salvedad de que el partido o coalición mayoritaria siempre tendrá garantizada al menos la mitad más uno de los miembros del Concejo Municipal, aun cuando su planilla no supere el 50% de los votos.
Cuando dos o más partidos políticos o coaliciones obtienen la misma cantidad de votos en una determinada circunscripción electoral, el TSE convoca a una segunda vuelta en dicha circunscripción únicamente entre los empatados con el objetivo de asignar la mayoría en el Concejo Municipal así como al Alcalde y el Síndico al partido ganador.
| Cantidad de Regidores por Concejo Municipal | Cantidad de Regidores por Concejo Municipal | Cantidad de Regidores por Concejo Municipal |
| ------------------------------------------- | ------------------------------------------- | ------------------------------------------- |
| Población del Municipio                     | Regidores                                   |                                             |
| hasta 200,000 habitantes                    | 2                                           |                                             |
| entre 200,000 y 400,000 habitantes          | 6                                           |                                             |
| desde 400,000 habitantes                    | 8                                           |                                             |

## Elección presidencial
Las elecciones para Presidente y Alcalde de la República se celebran cada cinco años, por lo general el primer domingo de marzo. En ella se elige mediante voto por partido político o coalición ambos cargos de forma directa, siendo necesaria una segunda vuelta o balotaje en aquellos casos en los que ningún partido o coalición supere el cincuenta por ciento más uno de los votos válidos emitidos, entre los dos partidos o coaliciones más votados.